# في ال لا لا لاند (مسلسل)
في اللا لا لاند مسلسل تلفزيوني مصري عرض في رمضان 1438هـ/2017م. من إخراج أحمد الجندي وتأليف هشام جمال ومصطفى صقر.

## القصة
تدور أحداث المسلسل في إطار كوميدي حول مجموعة من الأشخاص يقومون برحلة إلى إندونيسيا. بواسطة طائرة حيث تنطلق من مطار القاهرة الدولي بإتجاه إندونيسيا و من ركاب الطائرة:عتاب و التي تؤدي دورها دنيا سمير غانم وهي مضيفة طيران ,حمدي الميرغني وشيماء سيف عروسان ذاهبان لقضاء شهر العسل ,سمير غانم مسافر حامل عدد كبير من الحقائب ,محمد سلام مُدرب يسافر مع خطيبته لانهاء عمله قبل الزواج ,هنا الزاهد ملكة جمال مصر في طريقها للمسابقة , محمد ثروت و هو مسجل خطر و عماد رشاد شخصية عامة مشهورة بالتلفزيون, كل هؤلاء على متن الطائرة فجأة تحدث بعض المشكلات التي تؤدي إلى عطل في محركات الطائرة، والتي يضطر قائدها لتغيير مسار الطائرة، والهبوط بهم اضطراريا في أحد جزر تايلاند، فيحاولوا أن يخرجوا من الجزيرة بأي طريقة، مما يعرضهم للعديد من المشاكل والمواقف الكوميدية.

## جدل
قام مؤلف مسلسل الجزيرة رأفت عبد الفتاح برفع شكوى قضائية ضد الشركة المنتجة بسبب تشابه أحداث وشخصيات المسلسل مع مسلسل الجزيرة الذي ألفه، وقد فاز بقضيته بإصدار المحكمة لحكم قضائي واجب النفاذ بإيقاف عرض المسلسل على قناة سي بي سي المصرية، ولكنَّ المسلسل استمر في العرض والرفع من قبل الشركة المنتجة على اليوتيوب، ولَم تعلق الشركة المنتجة على الأمر.

## طاقم العمل

### تمثيل
| - سمير غانم:سليم - دنيا سمير غانم:عتاب حبيب - حمدي الميرغني:عربي - شيماء سيف:هانم - محمد سلام:باسم - عماد رشاد:أيمن - هنا الزاهد:جاسمين - محمد ثروت:فرج - ألفت إمام:سعاد المقريف | ظهور خاص - دلال عبد العزيز:ضيفة شرف ح4 - ماجد المصري:كابتن ماجد ح11 إلى 13 - إيمي سمير غانم:كابتن الطيارة ح11، 30 - سليمان عيد:أبو عربي ح14، 15 - بيومي فؤاد:زغلول ح26، 27 - مصطفى قمر:شخصيته الحقيقية ح25 - أحمد عبد العزيز:اللواء صبري ح29 |

### إدارة
| - هشام جمال: فكرة - مصطفى صقر: مؤلف - محمد عز الدين: مؤلف - مصطفى حلمي: مؤلف - كريم يوسف: مؤلف - إبراهيم خطاب: مؤلف - محمد خيري : مخرج مساعد - عمرو بري: إسكريبت حركة - محمد عزقلاني: إسكريبت ملابس - وليد خيري :إسكريبت إكسسوار - الصاوي محمد - توفيق عمران: مدير إنتاج - أحمد مالك - أحمد قاسم: مدير إنتاج خاص - حسام علام - شريف مدبولي: مدير إنتاج خاص - عمر سامي: منتج إدارة إنتاج تايلاند - محمد حبيشي: مدير إدارة إنتاج تايلاند - دينيس كاريتا: منسق إنتاج إدارة إنتاج تايلاند | - خالد عادل: مدير مالي - محمود إسامة: لاين بروديوسور - محمد خالد: كاميرا مان - محمود الصعيدي - عبد الرحمن مصطفى:فوكس بولر - أحمد الدويك - محمد الدويك: كوافير العمل - محمد بلال: ماكير العمل - هشام جمال: رؤية وأفكار وأغاني - أمير طعيمة: كلمات التترات والأغاني - مادي: التوزيع الموسيقي والموسيقى التصويرية - طارق مدكور: مكساج التتر - شريف فتحي: منسق كرين - علي محمد: مشرف أضاءة - ياسمين عاطف: مساعد مهندس ديكور - عدنان شريف: منسق مناظر - عبد الرحمن محمد: تلوين | - شريف فتحي: مؤثرات بصرية - عصام سلامة: post producer - إسلام عامر: مونتير مساعد - إسلام أوفر: مشرف مكون - أسلام يوسف:3d artist - محمود مختار:تترات البداية والنهاية - ريتا قسطندي:production post producer - أحمد عباس: مهندس الديكور - مروه عبد السميع: تصميم الأزياء - سامح جمال: مهندس صوت - محمد عبد الحسيب -إسلام عبد الحسيب: مكساج - خيري سالم: مخرج منفذ - مصطفى محمود : مدير إدارة الإنتاج - أحمد مظهر: منتج فني - وائل فرج: مونتير | - محمد السعدني: مونتير - اسلام عبد السميع: مدير التصوير - روزنامة للإنتاج الفني: منتج - أحمد الجندي: مخرج - حسين ولاء: مساعد مخرج - صالح عمرو: مساعد مخرج - عاصم خالد: مساعد مخرج - ميريت ميشيل:تصميم وإستعراض التتر - عاطف عبد السلام - توفيق صبري: فنيين الأضاءة - أحمد جاد - محمود كمولة: فنيين الأضاءة - أحمد لنجويني - يحيي عادل: فنيين الأضاءة - عبد الرحمن محمد - محمد توبة: فنيين الأضاءة - طارق - محمد خيري: فنيين الأضاءة - شادي الشنديدي: فوكس بولر - سينرجي للإنتاج الفني: منتج |

## القنوات العارضة
عرض المسلسل على عدة قنوات عربية:
- سي بي سي
- سي بي سي دراما
- دبي تيفي
- إم بي سي 1[6]
- إم بي سي مصر

## وصلات خارجية
- في ال لا لا لاند على موقع IMDb (الإنجليزية)
- في ال لا لا لاند على موقع قاعدة بيانات الأفلام العربية
- صفحة المسلسل على موقع شاهد لايف
- حكمُ قضائي بوقف عرض "في اللا لا لاند"
- دنيا سمير غانم تخفق في "اللالا لاند"
- دنيا سمير غانم في مأزق بعد قرار وقف عرض مسلسلها الجديد في الـلالالاند
- 5 حاجات عن مسلسل “في اللالا لاند”